# Kjelde
Kjelde est une localité du comté de Nordland, en Norvège.

## Géographie
Administrativement, Kjelde fait partie de la kommune de Ballangen.